# Johannes Karl Roland Schäfer

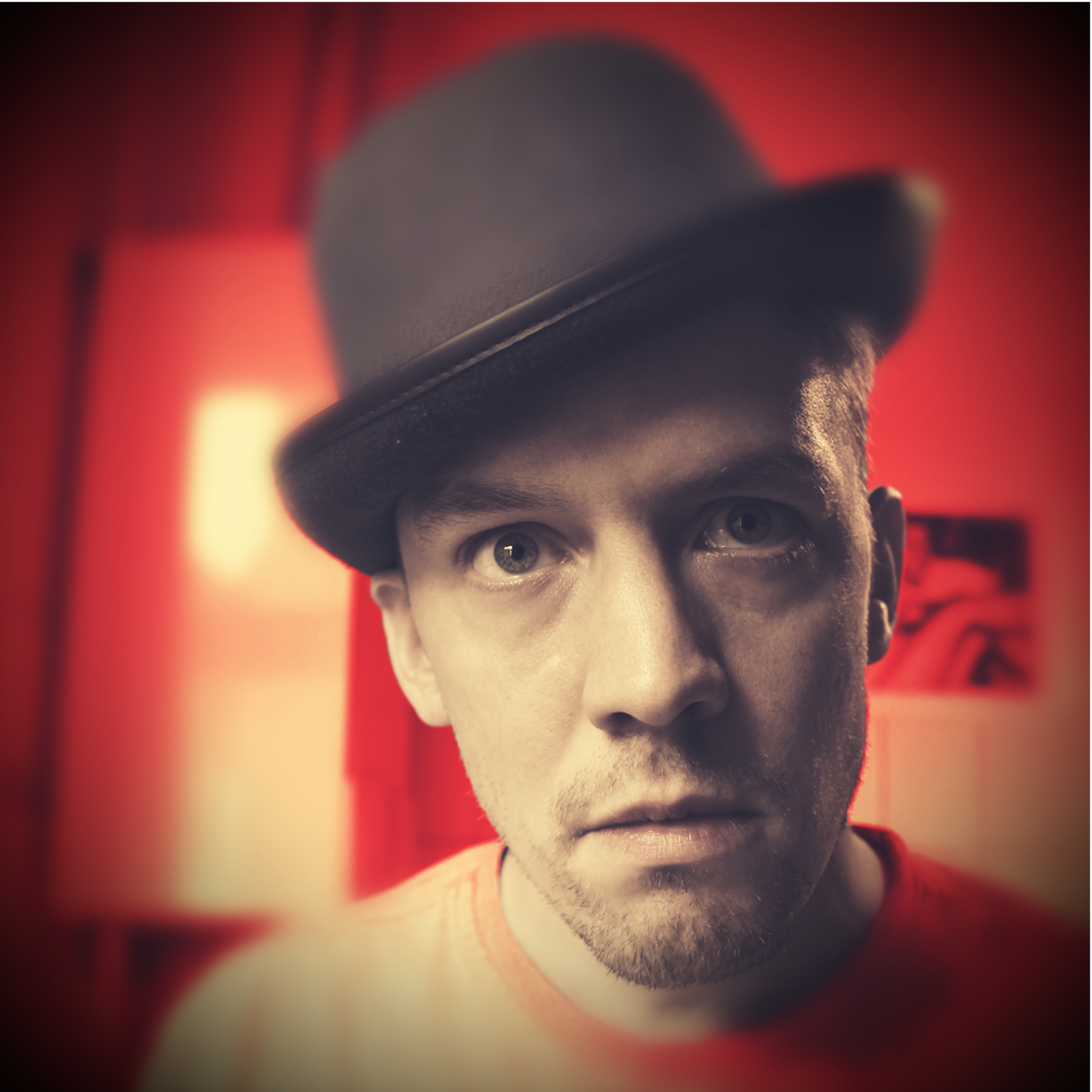
Kalle Krass (2017)

Johannes Karl Roland Schäfer, als Musiker Kalle Krass (* 1980 in Berlin), ist ein deutscher Schauspieler und Musiker.

## Leben
Sein Schauspielstudium absolvierte Schäfer 2005 an der Hochschule für Musik und Theater Hamburg. Als Schauspieler arbeitete er, unter anderem am Thalia Theater Hamburg, am Deutschen Theater Berlin und am Münchner Volkstheater, u. a. mit den Regisseuren Andreas Kriegenburg, Simon Solberg, Volker Metzler und Lilja Rupprecht. Von 2012 bis 2015 war er Ensemblemitglied am Theater Basel. Er hat mit Bands und als Solokünstler Tonträger veröffentlicht und Konzerte gespielt.
Von 2017 bis 2022 war er fest engagierter Schauspieler am Theater an der Parkaue in Berlin, wo er in verschiedenen Produktionen die musikalische Leitung übernahm.

## Bühnenstücke
Zu sehen in:
- Der Nussknacker nach E.T.A. Hoffmann (1816) & Alexandre Dumas (1844)
- Schimmelreiter nach Theodor Storm (1888)
- Die Maschine steht still von E.M. Forster (1909), aus dem Englischen von Gregor Runge, Deutschsprachige Erstaufführung
- Beben von Maria Milisavljević (2015)
- Pünktchen und Anton von Erich Kästner (1931)
- Die Räuber von Friedrich Schiller (1781)
- Der Drache nach Jewgeni Lwowitsch Schwarz[4]
- Pura Vida von Luc Spada (2016), Deutschsprachige Erstaufführung[5]
- Caligula nach Albert Camus[6]
- Moses ein Mash Up Musical von Simon Solberg[7]
- Einer flog über das Kuckucksnest nach Ken Kesey[8]
- Prinz Friedrich von Homburg nach Heinrich von Kleist[9]
- Sauerstoff nach Ivan Wyrypajev[10][11]
- White Trash von Andreas Kriegenburg[12]

Beteiligt an:
- Rohe Herzen von Laura Desprein (2015), aus dem Französischen von Almut Pape, Deutschsprachige Erstaufführung als Kalle Krass (Musik)
- In 80 Tagen um die Welt nach Jules Vernes als Kalle Krass (Musik)[13]

## Diskografie
- 2017: Schwarzer Papagei (GHR Music)[14]
- 2017: Sternzeichen Stur (GHR Music)
- 2019: Nemo VS Kalle (GHR Music)
- 2022: Floaten (EP, GHR Music)
- 2021: The Allerlast (Album, GHR Music)[15]
- 2023: The Allerlast II (Album, GHR Music)[16]